# 布阿萊
布阿萊 （Bu'aale），是索馬里中朱巴州的首府，位於朱巴河南部的河谷。